# 양주관아지
양주관아지(楊洲官衙址)는 대한민국 경기도 양주시 유양동에 있는 조선시대의 관아지이다. 1999년 4월 23일 경기도의 기념물 제167호로 지정되었다.

## 개요
양주구읍< 楊州舊邑 >은 의정부시에서 동두천시에 이르는 3번 국도에서 주내< 州內 >로 통하는 350번 지방도를 따라 동쪽으로 약 1.5km 정도 떨어진 곳에 위치하고 있다. 구읍은 북쪽으로 해발 520m의 불국산< 佛國山 >(일명 불곡산< 佛谷山 >)을 등지고 있으며 동쪽으로 고도 100m 내외의 구릉이 감싸고 서쪽에는 해발 213m의 파산< 坡山 >, 남쪽에는 해발 285m의 호명산이 사방을 둘러싼 분지에 자리잡고 있는데 앞쪽으로 서원천의 지류가 흘러 전형적인 배산임수< 背山臨水 >의 지형을 이루고 있다.
원래 고구려의 남평양성< 南平壤城 >이었는데 백제가 이를 취하여 370년(근초고왕 25)에 남한산< 南漢山 >으로부터 도읍을 옮기었고 474년(개로왕 20)에 고구려 장수왕이 다시 취하여 고구려 영토가 되었다. 552년(진흥왕 13)에 신라가 이곳을 획득하여 556년(동왕 17)에 북한산주< 北漢山州 >라 하였으며 757년(경덕왕 14)에 한양군< 漢陽郡 >으로 개칭하였다.
940년(태조 23)에는 승격하여 견주< 見州 >라 하였으며 983년(성종 2)에는 12목< 牧 >의 하나로 목사< 牧使 >를 두었고 995년(성종 14)에 12주< 州 >의 절도사< 節度使 >를 두었는데 양주좌신책군< 楊州左神策軍 >이라 하여 해주< 海州 >의 우신책군절도사< 右神策軍節度使 >와 함께 2보< 補 >로 삼았다. 1012년(현종 3)에 2보< 補 >와 12절도사< 節度使 >를 폐하여 안무사< 按撫使 >라 개칭하였으며 1018년(동왕 9)에는 지양주사< 知楊州事 >로 낮추었다. 1104년(숙종 9)에 남경유수관< 南京留守官 >으로 하였고 1308년(충렬왕 34)에 한양부< 漢陽府 >로 고쳤다.
1395년(태조 4)에 한양부< 漢陽府 >를 한성부< 漢城府 >로 고치면서 치소< 治所 >를 견주< 見州 >(현 주내면 고읍리)로 옮겨 양주군< 楊州郡 >이라 하였고 1397년(동왕 6)에 다시 부< 府 >로 승격하여 부사< 府使 >를 두었으며 1400년(태종 1)에는 지양주사< 知楊州事 >로 낮추었다. 1410년(태종 10)에 양주목< 楊州牧 >으로 승격하고 1413년(동왕 13)에 도호부< 都護府 >로 다시 바꾸었으며 견주< 見州 >와 사천< 沙川 >, 풍양< 豊壤 >의 3현< 縣 >을 속하게 하였다. 1430년(세종 12)에 다시 목< 牧 >으로 하였고 관내에 파주< 坡州 >, 고양< 高陽 >의 2군< 郡 >과 영평< 永平 >, 포천< 抱川 >, 적성< 積城 >, 교하< 交河 >, 가평< 加平 >의 5현< 縣 >을 두었다. 1504년(연산군 5)에 왕이 유행< 遊幸 >하는 장소로 백성의 출입을 금하기 위해 양주목< 楊州牧 >을 없애고 일부는 이웃 고을에 속하게 하였다가 1511년(중종 6)에 다시 복구하였다.
1895년(고종 32)의 지방관제 개혁시 한성부< 漢城府 >에 소속되었다가 이듬해 양주군< 楊州郡 >이 되었고 1922년에는 군< 郡 >의 치소< 治所 >를 시둔면< 柴芚面 >(현 의정부시 의정부1동)으로 옮겼다. 이후 한국전쟁< 韓國戰爭 >으로 관아< 官衙 >가 파괴되어 복구하지 못하였다.

## 참고 자료
- 양주관아지 - 국가유산청 국가유산포털